# Morgan Woodward
Pour les articles homonymes, voir Woodward.
Thomas Morgan Woodward est un acteur et scénariste américain né le 16 septembre 1925 à Fort Worth au Texas (États-Unis) et mort le 22 février 2019 à Paso Robles en Californie.

## Filmographie

### Cinéma
- 1956 : L'Infernale Poursuite (The Great Locomotive Chase), de Francis D. Lyon : Alex
- 1956 : Sur la piste de l'Oregon (Westward Ho the Wagons!), de William Beaudine : Obie Foster
- 1957 : Meurtres sur la dixième avenue (Slaughter on Tenth Avenue) : Tilly Moore
- 1957 : Gunsight Ridge de Francis D. Lyon : Lazy Heart Man
- 1958 : L'Étoile brisée (Ride a Crooked Trail), de Jesse Hibbs : Durgan, Teeler thug
- 1963 : Le Justicier de l'Ouest (en) (The Gun Hawk) : Deputy 'Mitch' Mitchell
- 1964 : The Devil's Bedroom
- 1965 : Les Exploits d'Ali Baba (The Sword of Ali Baba) : capitaine de la garde
- 1966 : La parole est au colt (Gunpoint) : Drago Leon
- 1967 : Luke la main froide (Cool Hand Luke), de Stuart Rosenberg : Boss Godfrey
- 1968 : Les Cinq Hors-la-loi (Firecreek), de Vincent McEveety : Willard
- 1969 : Une poignée de plombs (Death of a Gunfighter) de Don Siegel et Robert Totten : Ivan Stanek
- 1970 : Le Pays sauvage (The Wild Country) : Ab Cross
- 1973 : Un petit Indien (One Little Indian) de Bernard McEveety : Sgt. Raines
- 1973 : Running Wild : Crug Crider
- 1974 : Le flic se rebiffe (The Midnight Man) : Clayborne
- 1974 : Ride in a Pink Car : Jeff Richman
- 1976 : Meurtre d'un bookmaker chinois (The Killing of a Chinese Bookie), de John Cassavetes : John
- 1976 : La Vengeance aux tripes (A Small Town in Texas), de Jack Starrett : C.J. Crane
- 1977 : Supervan (en) : T.B. Trenton
- 1977 : Moonshine County Express (en) : Sweetwater
- 1977 : Final Chapter: Walking Tall (en) : le boss
- 1977 : Which Way Is Up? (en) : Mr. Mann
- 1977 : La Folle Cavale (en) (Speedtrap) : cap. Hogan
- 1980 : Les Mercenaires de l'espace (Battle Beyond the Stars), de Jimmy T. Murakami : Cayman of the Lambda Zone
- 1985 : School Girls : J.P. Sands
- 1988 : Dark Before Dawn : J.B. Watson

### Télévision
- 1956 : Zane Grey Theater (série télévisée) : Pete Daley
- 1956 et 1975 : Disney Parade (série télévisée) : 'Obie Foster / Ab Cross
- 1957-1974 : Gunsmoke (série télévisée) : Walt Clayton / Lamoor Underwood / Bear Sanderson / Abraham Wakefield
- 1957 et 1961 : Tales of Wells Fargo (série télévisée) : Phil Slavin / Steve Taggart
- 1958 : Cheyenne (série télévisée) : Bradan
- 1958 : Sugarfoot (série télévisée) : Yates
- 1958 : La flèche brisée (Broken Arrow) (série télévisée) : Blue
- 1958 : Buckskin (série télévisée) : Pike Meadows
- 1958 : Steve Canyon (série télévisée) : Maj 'Tex' Berry
- 1958-1959 : The Restless Gun (série télévisée) : Ben Cotterman / Jubal Carney / J.B. Cauter
- 1958-1961 : The Life and Legend of Wyatt Earp (série télévisée) : Shotgun Gibbs
- 1958-1965 : La Grande Caravane (Wagon Train) (série télévisée) : Ciel / Pocky / Jute Pardee / Zach Ryker / Clyde
- 1959 : Cimarron City (en) (série télévisée) : Flip
- 1960 : The Texan (en) (série télévisée) : Mark Jordan
- 1960 : Bat Masterson (série télévisée) : Kana
- 1960-1961, 1963, 1965-1966, 1968-1969 et 1971 : Bonanza (série télévisée) : Sheriff Biggs / Sheriff Rick Conley / McDermott / Mike Gillis / Luke Catlin / Will McNabb / Jess Waddle / Sheriff Clyde Morehouse
- 1961 : The Asphalt Jungle (série télévisée) : Kertz
- 1962 : Perry Mason (série télévisée) : Carl Pedersen
- 1962 : 87th Precinct (série télévisée) : Matty Tremaine
- 1962 : Lawman (série télévisée) : Nathan Adams
- 1962 : Have Gun - Will Travel (série télévisée) : Canute
- 1963 : Temple Houston (série télévisée) : Sheriff Ivers
- 1963, 1967 et 1969 : Le Virginien (The Virginian) (série télévisée) : Jack Bandon / Randall / Col. Mark Hamilton
- 1964 : Rawhide (série télévisée) : Kale Maddox
- 1965 : La Grande Vallée (The Big Valley) (série télévisée) : Aaron Condon
- 1965 : Daniel Boone (série télévisée) : Tom Sutton / Elisha Tully
- 1966 : Le Proscrit (Branded) (série télévisée) : Clyde
- 1966 : Les Aventuriers du Far West (Death Valley Days) (série télévisée) : Fitzpatrick / Luke
- 1966 : Pistols 'n' Petticoats (en) (série télévisée) : Hangman
- 1966 : Le Cheval de fer (Iron Horse) (série télévisée) : Al Grundy
- 1966 : Les Monroe (The Monroes) (série télévisée) : Crocker
- 1966 : L'Extravagante Lucy (The Lucy Show) (série télévisée) : Pierce
- 1966 : Star Trek (série télévisée) :  épisode Les Voleurs d'esprit : Dr Simon Van Gelder
- 1967 : Hondo (série télévisée) : colonel Jake Spinner
- 1967-1968 : Cimarron (série télévisée) : Walter Forcey / Bill Henderson / Logan Purcell
- 1968 : Star Trek (série télévisée) :  épisode Nous, le peuple : Capitaine Ronald Tracey
- 1968 : Tarzan (série télévisée) : Blaine
- 1968 : Opération vol (It Takes a Thief) (série télévisée) : Ivor Phillips
- 1968 et 1970 : Chaparral (série télévisée) : Hilliard / Marshall Ted Garnett / Billings
- 1969 : The Guns of Will Sonnett (en) (série télévisée) : Wilk
- 1969 : Le Ranch (Lancer) (série télévisée) : Jay McKillen
- 1970 : Then Came Bronson (en) (série télévisée) : Gus Samos
- 1971 : Yuma (en) (téléfilm) : Arch King
- 1971 : Bearcats! (série télévisée) : Walter Thompson
- 1971 : Sarge (en) (série télévisée) : Matlock
- 1972 : Hec Ramsey (série télévisée) : Ben Buckley
- 1973 : Chase (série télévisée) : Fisk
- 1973-1974 : Doc Elliot (en) (série télévisée) : Craig Andrews / Stuart Basquin
- 1973-1974 : Kung Fu (série télévisée) : Col. Binns / Le bourreau
- 1974 : McMillan & Wife (série télévisée) : Teddy Samms
- 1974 : Sergent Anderson (série télévisée) : Maury Ziegler
- 1974 : La Planète des singes (Planet of the Apes) (série télévisée) : Martin
- 1974-1975 : Petrocelli (série télévisée) : Lieutenant Cayle / Augie Briola
- 1974 et 1978 : La Famille des collines (The Waltons) (série télévisée) : Boone Walton
- 1975 : The Hatfields and the McCoys (Téléfilm) : Ellison Hatfield
- 1975 : Le Dernier Jour (The Last Day) de Vincent McEveety (Téléfilm) : Ransom Payne
- 1975 : The Big Rip-Off (Téléfilm) : Jimmie Kelson
- 1975 : McCoy (série télévisée) : Kelso
- 1975 : Cannon (série télévisée) : Gen. Longman
- 1976 : The Quest (Téléfilm) : Sheriff Moses
- 1976 : Sur la piste des Cheyennes (The Quest) (série télévisée) : Simon Walker
- 1977 : Jeux dangereux (Deadly Game) (Téléfilm) : général Olson
- 1977-1978 : L'Âge de cristal (Logan's Run) (série télévisée) : Morgan
- 1978 : The Other Side of Hell (Téléfilm) : Johnson
- 1978 : Starsky et Hutch (série télévisée) : Zachary Clay
- 1978 : Project U.F.O. (en) (série télévisée) : Carlton Tanner
- 1978 : La Conquête de l'Ouest (How the West Was Won) (série télévisée) : Henry Coe
- 1978 : Colorado (Centennial) (série télévisée) : général Wade
- 1979 : Salvage 1 (en) (série télévisée) : Hutchinson
- 1979 : A Last Cry for Help (série télévisée) : Mr. Burgess
- 1979 : L'Incroyable Hulk (The Incredible Hulk) (série télévisée) : Ben Madrid
- 1979 : Young Maverick (en) (série télévisée) : Dalton
- 1979-1982 : L'Île fantastique (Fantasy Island) (série télévisée) : marshall Victor Grennan / Tribal Elder / Nick Hall / Oncle Jack
- 1980 : Chips (série télévisée) : Dexter
- 1980 : The Misadventures of Sheriff Lobo (série télévisée) : shérif Lockwood
- 1980 : Shérif, fais-moi peur (The Dukes of Hazzard) (série télévisée) : Dempsey
- 1980-1987 : Dallas (série télévisée) : Punk Anderson
- 1981 : Enos (série télévisée) : Chester Dade
- 1981 : Vegas (série télévisée) : Kurt Stryker
- 1982 : Capitaine Furillo (Hill Street Blues) (série télévisée) : John Renko
- 1982 : Simon et Simon (série télévisée) : Jim-Bob Raymond
- 1982 : L'Homme qui tombe à pic (The Fall Guy) (série télévisée) : Reuben
- 1983 : K2000 (série télévisée) : shérif Winston
- 1983 : Les deux font la paire (Scarecrow and Mrs. King) (série télévisée) : Bo Johnson
- 1983-1984 : L'Agence tous risques (The A-Team) (série télévisée) : Bus Carter / capitaine Winnetka
- 1984 : Matt Houston (série télévisée) : Lazar
- 1984 : Rick Hunter (série télévisée) : Chuck Easterland
- 1984 : Shérif, fais-moi peur (The Dukes of Hazzard) (série TV) (Saison 7, épisode 7 "La grande évasion") : Cassius Clairbourne
- 1985 : Hooker (série télévisée) : Maj. Gen. Robert Selkirk
- 1987 : Des jours et des vies (Days of our Lives) (série télévisée) : Phillip Colville
- 1989 : Arabesque (Murder She Wrote) (série télévisée) : Sheriff Brademus
- 1990 : 21 Jump Street (série télévisée) : Albert Schalin
- 1992 : Gunsmoke: To the Last Man (en) (téléfilm) : Sheriff Abel Rose
- 1992 : Matlock (série télévisée) : Zack Tannenbaum
- 1993 : Le Rebelle (Renegade) (série télévisée) : Dad Meechum
- 1994 : Brisco County (série télévisée) : Sam Travis
- 1995 : X-Files (série télévisée) (épisode Aubrey) : Harry Cokely vieux
- 1997 : Millenium (série télévisée) : Iron Lung Man

### Scénariste
- 1964 : The Devil's Bedroom